# ポール・ボードリー
ポール・ジャック・エメ・ボードリー（Paul Jacques Aimé Baudry, 1828年11月7日 ヴァンデ県ラ・ロッシュ＝シュル＝ヨン - 1886年1月17日 パリ）は、フランスの画家。フランス第二帝政期を代表するアカデミック絵画の画家の一人。

## 生涯
パリ国立高等美術学校（École nationale supérieure des beaux-arts）で絵を学び、1850年に『アラス川の川岸で発見されたゼノビア』（パルミラ帝国の女王ではなく、ラダミストゥスの妻のゼノビア）でウィリアム・アドルフ・ブグローと共にローマ賞を受賞。イタリアではコレッジョの絵に強く関心を持つ。主に壁画を描くが、肖像画や歴史画も描いた。ナポレオン3世からガルニエ宮の装飾を依頼され、10年間、それに従事した。
1854年には銀行家ルイ・フールの邸宅(Hôtel Fould)、1863年にはオテル・マティニョン（Hôtel Matignon）、さらにラ・パイヴァ侯爵邸(Hôtel de la Pava)、シャンティイ城の装飾を手掛けた。1870年には芸術アカデミーの会員となった。オリエントに旅行しパンテオンの装飾計画に参加するつもりだったが、死去した。遺体はペール・ラシェーズ墓地に埋葬された。

## 作品

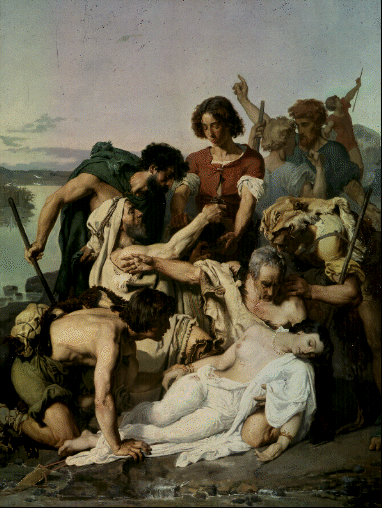
アラス川の川岸で発見されたゼノビア（1850年）
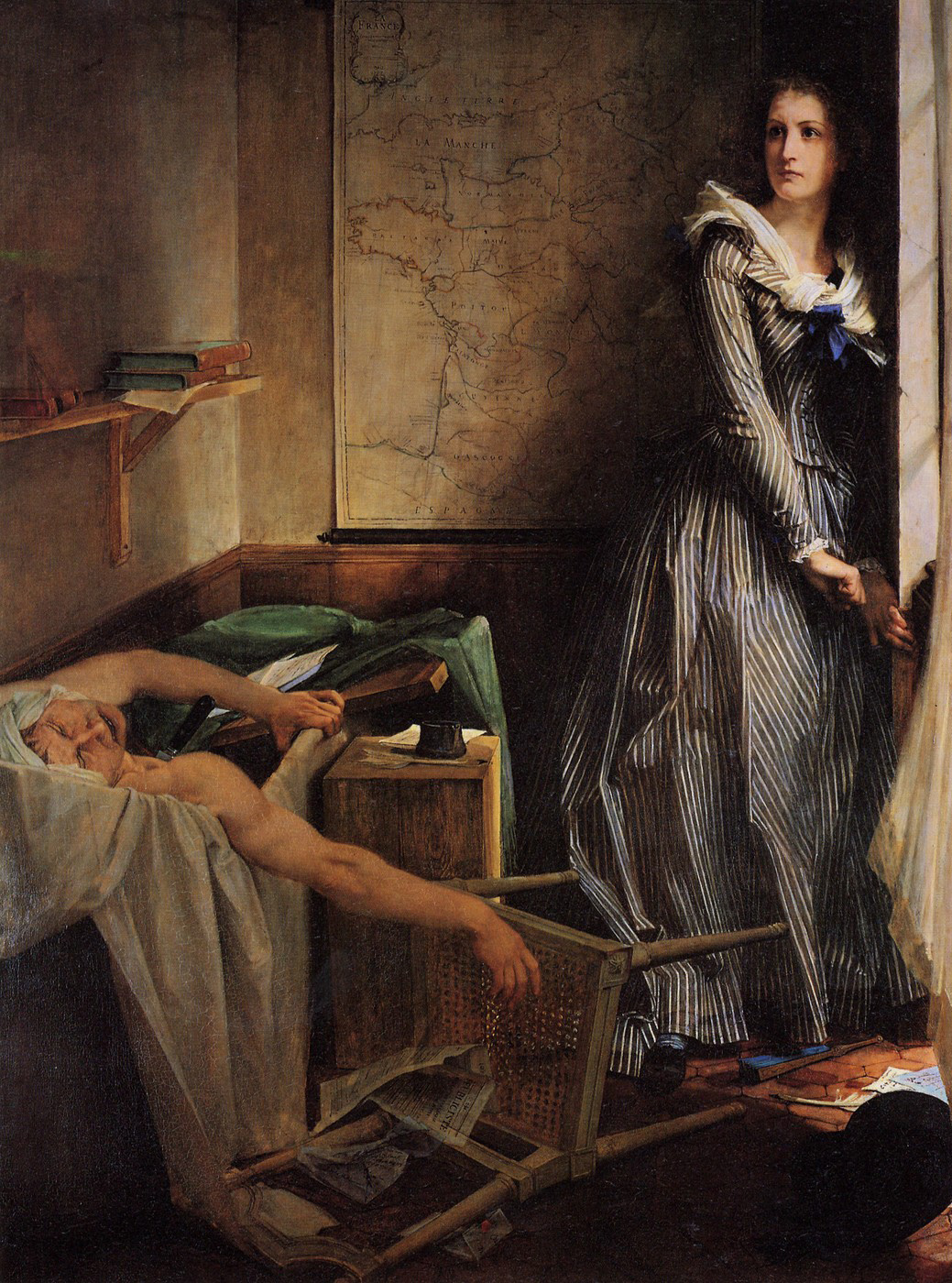
マラーの暗殺（1860年）
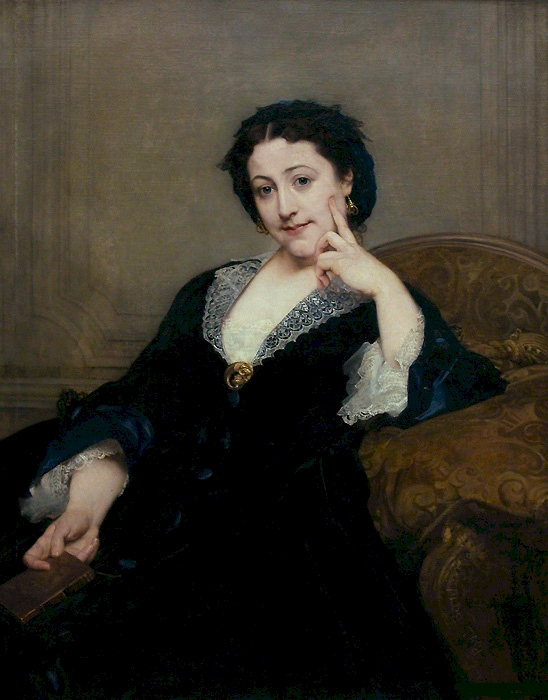
コメディ・フランセーズのMadeleine Brohan
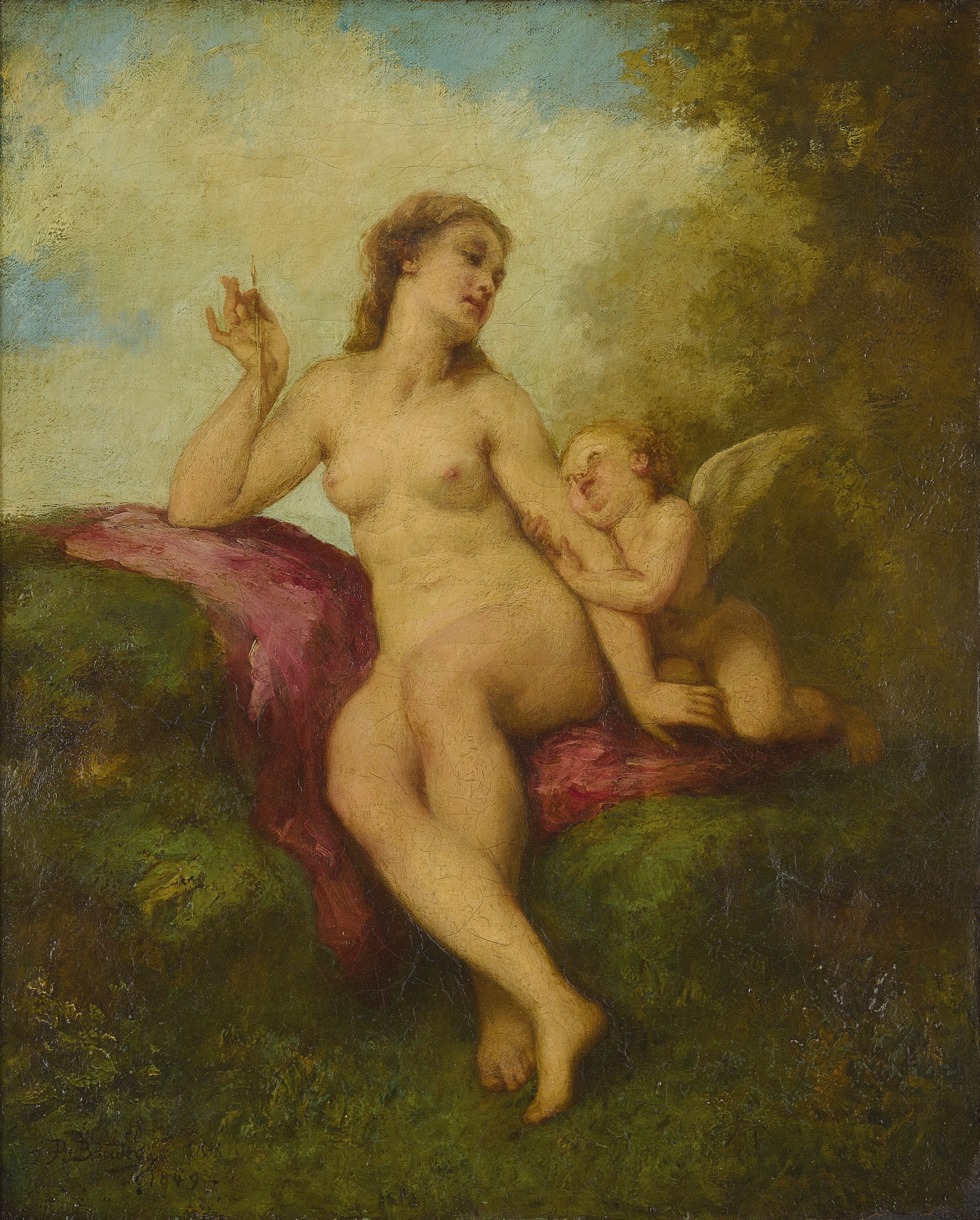
ヴィーナスとキューピット

## 代表作

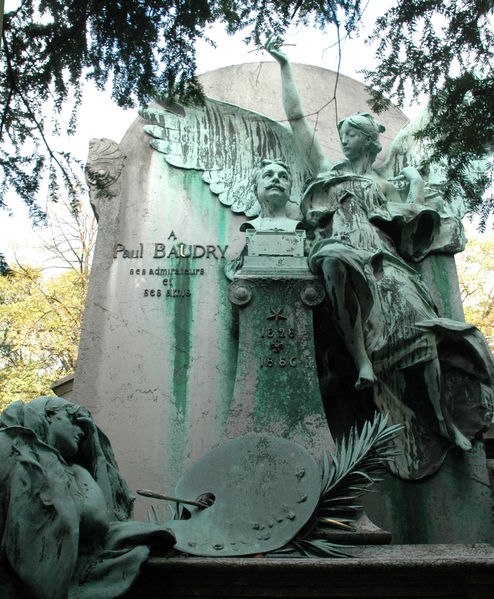
ペール・ラシェーズ墓地のボードリーの墓

- ミネルウァの持ち物を運ぶアモール（シャンティイ城コンデ美術館）
- Alfred Beurdeley（オルセー美術館）
- シャルル・ガルニエ（オルセー美術館）
- 休息するディアナ（シャンティイ城コンデ美術館）
- プシューケーの誘拐（シャンティイ城コンデ美術館）
- 運命の女神と幼子（オルセー美術館）
- マラーの暗殺（ナント美術館）
- ウェヌスの化粧（ボルドー美術館）
- 真実（オルセー美術館）
- 聖フーベルトゥスの幻視（シャンティイ城コンデ美術館）
- ノアの酩酊（シャンティイ城コンデ美術館）
- シャルル・ガルニエ夫人（オルセー美術館）
- ベドワイエール伯爵夫人の肖像（コンピエーニュ城美術館）
- アモールと戯れるウェヌス（シャンティイ城コンデ美術館）
- アラス川の川岸で発見されたゼノビア（1850年） - ローマ賞受賞。